# V410 Большой Медведицы
V410 Большой Медведицы (лат. V410 Ursae Majoris) — двойная затменная переменная звезда типа W Большой Медведицы (EW) в созвездии Большой Медведицы на расстоянии приблизительно 3432 световых лет (около 1052 парсеков) от Солнца. Видимая звёздная величина звезды — от +15,58m до +14,94m. Орбитальный период — около 0,2875 суток (6,8988 часов).